# Lido Tomasi
Lido Tomasi (ur. 17 listopada 1955 w Vione) – włoski skoczek narciarski. Najlepsze wyniki w Pucharze Świata osiągnął w sezonie 1980/1981, kiedy zajął 26. miejsce w klasyfikacji generalnej.
Brał udział w mistrzostwach świata w Oslo i Seefeld in Tirol oraz igrzyskach olimpijskich w Innsbrucku, Lake Placid i Sarajewie, ale bez sukcesów.

## Puchar Świata w skokach narciarskich

### Miejsca w klasyfikacji generalnej
- sezon 1979/1980: 49
- sezon 1980/1981: 26
- sezon 1981/1982: 34
- sezon 1982/1983: 29
- sezon 1983/1984: 30
- sezon 1984/1985: –

## Igrzyska olimpijskie
- Indywidualnie
  - 1976 Innsbruck (AUT) – 47. miejsce (duża skocznia), 45. miejsce (normalna skocznia)
  - 1980 Lake Placid (USA) – 42. miejsce (duża skocznia), 36. miejsce (normalna skocznia)
  - 1984 Sarajewo (YUG) – 33. miejsce (duża skocznia), 21. miejsce (normalna skocznia)

## Mistrzostwa świata
- Indywidualnie
  - 1982 Oslo (NOR) – 36. miejsce (duża skocznia), 15. miejsce (normalna skocznia)
  - 1985 Seefeld in Tirol (AUT) – 50. miejsce (normalna skocznia)